# Zschonerbach
Der Zschonerbach ist ein orografisch linker Zufluss der Elbe, der im Westen Dresdens durch den Zschonergrund verläuft.

## Verlauf

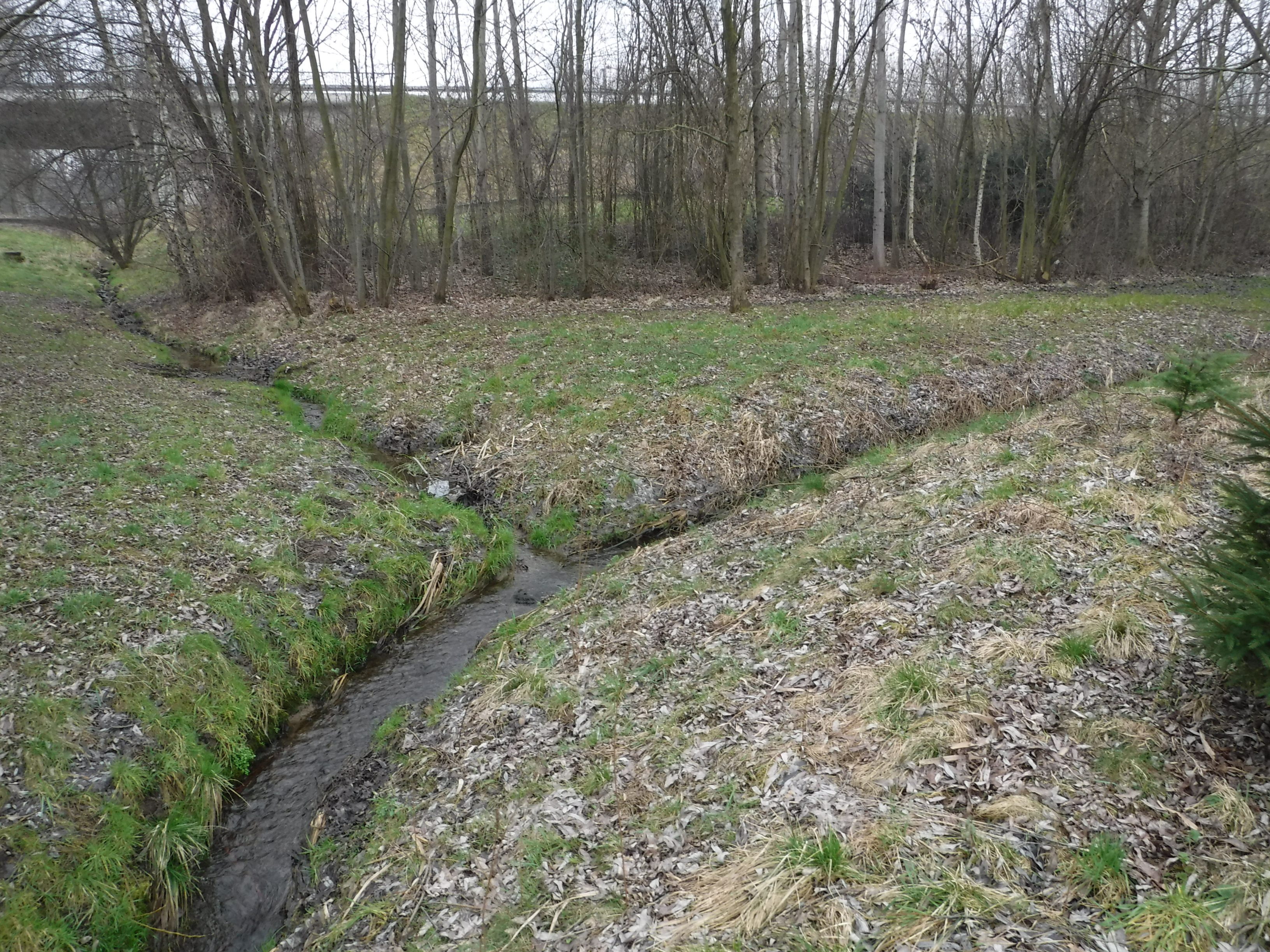
Zusammenfluss von Kesselbach (von links hinten = Süden) und Brückelbach (von rechts hinten = Westen) zum Zschonerbach

Er entsteht durch den Zusammenfluss der Quellbäche Kesselbach und Brückelbach in Steinbach nördlich von Kesselsdorf. In seinem 8,6 Kilometer langen Lauf durchfließt der Bach die Dresdner Ortsteile Steinbach, Zöllmen, Ockerwitz und Briesnitz. In Kemnitz mündet er südlich der Autobahnbrücke der A 4 in die Elbe.
Der durchflossene Zschonergrund ist ein naturnahes Kerbtal, ab der Zschoner Mühle weitet sich das Tal zum Kerbsohlental. Die Gewässersohle ist meist steinig, streckenweise auch geröllig.
Die letzten 500 Meter des Baches sind im Gegensatz zum naturbelassenen Oberlauf kanalisiert und unterqueren unter anderem die B 6. Im Tunnel leben zahlreiche Fledermäuse der streng geschützten Arten Wasserfledermaus und Großes Mausohr. Am Gewässerverlauf hat es in den letzten Jahrhunderten keine größeren Veränderungen gegeben.
Nach dem Zusammenfluss der Quellbäche tragen auch der Wüste Berg-Bach, der Steinbach, der Jammer, der Pennricher Kläranlagengraben, der aus Roitzsch kommende, 1250 Meter lange Roitzscher Bach, der aus Pennrich kommende, 800 Meter lange Pennricher Bach, der Ockerwitzer Quellzufluss, der Podemuser Wiesenbach, das Podemuser Wässerchen, der Podemuser Abzugsgraben, der Podemuser Quellzufluss, der Podemuser Bach, der Hanggraben und der Merbitzer Graben zum Wasserstand des Zschonerbachs bei.

## Gewässerzustand
Der Zschonerbach ist aufgrund seines Einzugsgebietes von über 10 Quadratkilometern ein eigener Wasserkörper nach der Europäischen Wasserrahmenrichtlinie (WRRL). Der Bach gehört zum Gewässertyp 5 (WRRL): „Grobmaterialreicher, silikatischer Mittelgebirgsbach“.
Der ökologische Zustand nach EG-WRRL wurde 2011 mit mäßig (Zustandsklasse 3) bewertet, der chemische Zustand mit gut (Zustandsklasse 2). Die chemischen Umweltqualitätsnormen gemäß WRRL werden eingehalten.

## Naturschutz
Das Einzugsgebiet des Zschonerbachs gehört zu den Landschaftsschutzgebieten Dresdner Elbwiesen und Dresdner Elbaltarme, Elbtal zwischen Dresden und Meißen mit linkselbischen Tälern und Spaargebirge und Zschonergrund, die teilweise auch den Schutzstatus eines Flora-Fauna-Habitat-Gebietes (FFH) genießen. Zu den im Einzugsgebiet geschützten Biotopen zählen unter anderem Auwälder, naturnahe Bachabschnitte,
Schluchtwälder sowie Streuobstwiesen. Als gewässertypische Vogelart lebt dort die Gebirgsstelze.